# Tallberga
Tallberga är en småort i Gislaveds kommun, Jönköpings län.
Tallberga ligger i Ås distrikt (Ås socken), drygt en kilometer söder om Ås kyrka.